# Kelpie (Wassergeist)
Das oder der Kelpie ist ein Wassergeist im schottischen Volksglauben. Das Kelpie bewohnt die fließenden Gewässer des Hochlandes und tritt in Gestalt eines großen Pferdes auf, manchmal mit Fischschwanz. Die Abgrenzung zwischen each uisge (schottisch-gälisch, „Wasserpferd“) und Kelpie ist unklar. Manchmal werden beide Bezeichnungen als Synonyme verwendet, einer anderen Unterscheidung zufolge bewohnt das each uisge stehende Gewässer (schottisch loch) und die schottischen Meeresküsten, das Kelpie hingegen fließende Gewässer.

## Wortherkunft
Die Bezeichnung Kelpie, auch Kelpy (Scots), ist möglicherweise verwandt zu englisch kelp oder kilp „kalzinierte Seetang-Asche“ oder schottisch-gälisch colpach „Färse, Kalbe, Kalbin“, oder auch walisisch Ceffyl (dŵr) „(Wasser)pferd“.

## Erscheinung
Das Kelpie wird als starkes und mächtiges Pferd beschrieben. Es dient dem Hofe des Meeresgottes als Reit-, Zug- und Lasttier. Sein Fell ist ursprünglich schwarz, in manchen Geschichten auch weiß, und es erscheint meist als verirrtes Pony, kann aber oft an seiner triefenden Mähne oder anhand des blauen Schimmers neben der eigentlichen Farbe des Felles erkannt werden. Die Haut ähnelt der einer Robbe und ist weich und kalt wie der Tod, wenn man sie berührt. Es wird berichtet, dass Kelpies sich in schöne Frauen verwandeln, um Männer in ihre Falle zu locken. Sie schaffen Illusionen als Gestaltwandler, um sich versteckt zu halten. Man kann nur ihre Augen oberhalb der Wasseroberfläche sehen.

## Verhalten
Es findet sich an tiefen Flüssen und verspricht Wanderern, die den Fluss überqueren wollen, sie hinüberzutragen. Ist der Wanderer aber erst einmal auf dem Rücken des Kelpie, zieht dieses ihn in die Tiefe und verspeist ihn. Wirft man einem Kelpie einen Schleier über den Kopf oder gelingt es jemandem, es aufzutrensen, so muss es diesem zu Diensten sein.

## Sagen
In vielen Sagen stellt ein Kelpie den Antagonisten. So wird in einer Sage erzählt, dass ein Mann zu seiner kranken Frau möchte, die jedoch auf der anderen Flussseite des Flusses Don in Schottland ist. Ein hochgewachsener Mann bietet sich an, den Ehemann durch den Fluss zu tragen, da die Holzbrücke fortgespült war. Der Ehemann willigt ein, und als der hochgewachsene Mann in der Flussmitte ist, offenbart sich, dass er ein Kelpie ist und versucht, den Ehemann unter Wasser zu ziehen. Der Ehemann jedoch kann sich befreien, gelangt aus eigener Kraft auf die andere Flussseite und flieht. Der zornige Kelpie, um sein Mahl betrogen, wirft dem Ehemann einen Felsbrocken hinterher, welcher heute noch in Corgarff, einer Ortschaft in Aberdeenshire, zu sehen ist.
In einer weiteren Sage stiehlt in Braemar ein Kelpie einen Sack Mehl, wird aber vom Müller mit einer magischen Rute beworfen. Daraufhin bricht sich der Kelpie ein Bein und fällt in den Mühlgraben, in dem er ertrinkt. Dies sei der letzte Kelpie gewesen, der je dort gesichtet wurde.
In einer weiteren Sage bestieg ein Waisenjunge einen Berg und wollte in einem See baden, als er ein wunderschönes Pferd sah, welches ihn magisch anzog. Also stieg er auf, aber das vermeintliche Pferd wurde zum Kelpie und zog den Jungen in den Bergsee.

## Rezeption
Der Mythos dieser Sagengestalt wird in dem Song Kelpie von Jethro Tull aus dem Album Stormwatch (1979) aufgegriffen.
The Kelpies sind zwei pferdekopfförmige Skulpturen in Schottland.